# Karl-von-Vogelsang-Staatspreis für Geschichte der Gesellschaftswissenschaften
Der Karl-von-Vogelsang-Staatspreis für Geschichte der Gesellschaftswissenschaften war ein österreichischer Staatspreis, benannt nach dem katholischen Publizisten Karl Freiherr von Vogelsang.
Der Preis wurde alle zwei Jahre auf Vorschlag einer Jury vom Bundesministerium für Wissenschaft und Forschung vergeben und war für den Preisträger mit 7.500 Euro dotiert. Es wurde weiters ein Förderpreis vergeben, der mit 2.000 Euro dotiert war.

## Preisträger
- 1980: Franz Loidl
- 1981: Wolfgang Mantl, Alfred Klose, Valentin Zsikovits
- 1982: Maximilian Liebmann
- 1983: Ernst Bruckmüller
- 1984: Ludwig Reichhold
- 1985: Robert Kriechbaumer
- 1987: Roman Sandgruber
- 1988: Arnold Suppan
- 1989: Dieter A. Binder
- 1990: Helmut Rumpler
- 1991: Horst Haselsteiner
- 1992: Erwin Bader, Erich Leitner
- 1994: Steven Beller
- 1998: Moritz Csáky
- 2000: Gerald Stourzh
- 2002: Edward Timms
- 2004: Michael Gehler
- 2006: John W. Boyer
- 2008: Thomas Angerer
- 2010: Pieter M. Judson
- 2012: Larry Wolff
- 2014: Evan Burr Bukey
- 2016: Adam Kozuchowski
- 2018: John Deak
- 2020: Wolfgang Mueller
- 2022: Barbara Stollberg-Rilinger

## Förderpreisträger, ab 1994
- 1994: Brigitta Zaar
- 1998: Klaus Hödl
- 2000: Hannelore Burger
- 2002: Johannes Feichtinger
- 2004: Barbara Porpaczy
- 2006: Martin Kofler
- 2008: Michael Wladika
- 2010: Elke Seefried
- 2012: Ines Hopfer-Pfister
- 2014: Maximilian Graf
- 2016: Richard Lein
- 2018: Georg Hoffmann
- 2020: Patrick Svensson-Jajko
- 2022: Tamara Scheer